# Ушаков, Фёдор Иванович
Фёдор Иванович Ушаков (1693—1766) — русский военный и государственный деятель, сенатор, генерал-аншеф (1763).

## Биография
Из дворянского рода Ушаковых.
С 1717 года на службе в гвардии. С 1746 года секунд-майор, с 1748 года премьер-майор Преображенского лейб-гвардии полка и армии генерал-майор. В 1755 году произведён в генерал-лейтенанты, с 28 июня 1762 года сенатор Правительствующего сената. В 1761 году произведён в генерал-поручики и подполковники Преображенского полка.
В 1763 году произведён в генерал-аншефы. 29 июня 1746 года одним из первых российских подданных был награждён орденом Святой Анны и 30 августа 1757 года орденом Святого Александра Невского.
Умер 24 марта 1766 года в Санкт-Петербурге, похоронен на Лазаревском кладбище Александро-Невской лавры.

## Семья
- Жена Голосова Дарья Алексеевна, правнучка думного дворянина Л. Т. Голосова, дочь сержанта Преображенского полка Алексея Григорьевича Голосова.

Дети:
- Лука Фёдорович (1735—1814) — генерал-поручик, тайный советник, сенатор; женат на Феодосье Фёдоровне урождённой Лопухиной (1740—1799), внучке А. Ф. Лопухина и генералиссимуса князя Ф. Ю. Ромодановского.
- Василий Фёдорович (1734—1813) — полковник, жена Екатерина Петровна, урождённая княжна Тюфякина, правнучка князя Г. В. Тюфякина[6]
- Наталья Фёдоровна (ум. 1807), девица